# M. K. Stalin
Muthuvel Karunanidhi Stalin (Madras, 1º marzo 1953) è un politico indiano, eletto il 3 maggio 2021 Primo Ministro del Tamil Nadu e figlio dell'ex Primo Ministro M. Karunanidhi spesso indicato con le sue iniziali MKS.

## Biografia
Stalin è il terzo figlio del Ministro Capo del Tamil Nadu e del Capo DMK M. Karunanidhi,  e di Dayalu Ammal. È nato a Madras, ora Chennai, il 1º marzo 1953: Karunanidhi decise di chiamare suo figlio così dopo essere intervenuto ad un evento di condoglianze per il leader sovietico Joseph Stalin, che era morto solo quattro giorni dopo la nascita del figlio.
Stalin studiò alla Madras Christian College Higher Secondary School.  Ha completato un corso pre-universitario al Vivekananda College e ha conseguito una laurea in storia presso il Presidency College, Chennai dell'Università di Madras nel 1973. M. K. Stalin ha avuto un dottorato onorario dall'Università Anna il 1º agosto 2009.

## Vita privata
Stalin si sposò con Durga (alias Shantha) il 25 agosto 1975 ed ha due figli. Uno è Udhayanidhi Stalin, attore e politico.
Come suo padre, Stalin ha anche reso noto pubblicamente di essere ateo.